# Detours
Detours è il sesto album in studio della cantautrice pop rock statunitense Sheryl Crow. L'album segnò il ritorno del produttore Bill Bottrell, che aveva già lavorato all'album di debutto di Crow Tuesday Night Music Club. Rispetto ai lavori degli anni precedenti, Detours ha un'impostazione più decisamente roots rock e una più decisa connotazione politica dei testi.
Detours ha venduto circa 700 000 copie nel mondo, e ha ricevuto uno nomination al Grammy Award come album pop con le migliori parti vocali. La critica ha in generale accolto l'album in modo molto favorevole, identificandolo spesso come un ritorno di Crow ai fasti di The Globe Sessions.

## Tracce
1. God Bless This Mess – 2:09
2. Shine Over Babylon – 4:03
3. Love Is Free – 3:23
4. Peace Be Upon Us (feat. Ahmed Al Hirmi) – 4:22
5. Gasoline (feat. Ben Harper) – 5:07
6. Out of Our Heads – 4:28
7. Detours – 3:29
8. Now That You're Gone – 3:51
9. Drunk with the Thought of You – 2:39
10. Diamond Ring – 4:10
11. Motivation – 3:47
12. Make It Go Away (Radiation Song) – 3:24
13. Love Is All There Is – 4:01
14. Lullaby for Wyatt – 4:09